# Piano and a Microphone 1983
A Piano and a Microphone 1983 Prince első posztumusz demóalbuma, amely 2018. szeptember 21-én jelent meg CD, hanglemez és digitális formátumokban. Az albumon Prince páncélterméből összeszedett felvételek szerepelnek.

## Háttér
Az albumot kazettaként találták meg Prince páncéltermében, Paisley Parkban. A felvételek 1983-ban történtek Prince chanhasseni otthonában, Minnesotában. Egy 35 perces felvétel, amelyben Prince zongorázik és énekel.
A felvételek tartalmaznak akkor már megjelent és még meg-nem-jelent dalokat, feldolgozásokat. Az album kilenc dalából négy nem jelent meg korábban, a "Mary Don't You Weep", a "Wednesday" (eredetileg: Jill Jones a Bíboreső filmhez), a "Cold Coffee & Cocaine", és a "Why The Butterflies".
A The New York Times leírása szerint "egy bepillantás egy titokzatos művész életébe, ahogy rejtélyes munkáját végzi."

## Számlista
| 1.    | 17 Days               | 6:23 |
| 2.    | Purple Rain           | 1:27 |
| 3.    | A Case of You         | 1:41 |
| 4.    | Mary Don't You Weep   | 4:42 |
| 5.    | Strange Relationship  | 2:39 |
| 6.    | International Lover   | 3:49 |
| 7.    | Wednesday             | 2:00 |
| 8.    | Cold Coffee & Cocaine | 5:13 |
| 9.    | Why the Butterflies   | 6:27 |
| 34:21 |                       |      |

## Slágerlisták
| Slágerlista (2018)                    | Legmagasabb pozíció |
| ------------------------------------- | ------------------- |
| Ausztrál Albumok (ARIA)               | 33                  |
| Osztrák Albumok (Ö3 Austria)          | 10                  |
| Belga Albumok (Ultratop Flanders)     | 4                   |
| Belga Albumok (Ultratop Wallonia)     | 23                  |
| Kanadai Albumok (Billboard)           | 87                  |
| Dán Albumok (Hitlisten)               | 33                  |
| Holland Albumok (Album Top 100)       | 5                   |
| Német Albumok (Offizielle Top 100)    | 12                  |
| Magyar Albumok (MAHASZ)               | 10                  |
| Ír Albumok (IRMA)                     | 34                  |
| Olasz Albumok (FIMI)                  | 39                  |
| Japan Hot Albums (Billboard Japan)    | 42                  |
| Japán Albumok (Oricon)                | 24                  |
| Norvég Albumok (VG-lista)             | 18                  |
| Portugál Albumok (AFP)                | 3                   |
| Skót Albumok (OCC)                    | 11                  |
| Spanyol Albumok (PROMUSICAE)          | 8                   |
| Svéd Albumok (Sverigetopplistan)      | 12                  |
| Svájci Albumok (Schweizer Hitparade)  | 6                   |
| UK Albums (OCC)                       | 12                  |
| US Billboard 200                      | 11                  |
| US Top R&B/Hip-Hop Albums (Billboard) | 7                   |

| Slágerlista (2018)                | Pozíció |
| --------------------------------- | ------- |
| Belga Albumok (Ultratop Flanders) | 163     |